# Barbara Matić
Barbara Matić (Split, 3 de diciembre de 1994) es una deportista croata que compite en judo.
Participó en tres Juegos Olímpicos de Verano, obteniendo una medalla de oro en París 2024, en la categoría de –70 kg, y el quinto lugar en Tokio 2020, en la misma categoría.
Ganó tres medallas en el Campeonato Mundial de Judo entre los años 2021 y 2023, y cinco medallas en el Campeonato Europeo de Judo entre los años 2014 y 2024. En los Juegos Europeos de Minsk 2019 obtuvo una medalla de bronce en la categoría de –70 kg.
Fue la abanderada de Croacia en la ceremonia de apertura de los Juegos Olímpicos de París 2024 junto con el tirador Giovanni Cernogoraz.

## Palmarés internacional
| Juegos Olímpicos   | Juegos Olímpicos      | Juegos Olímpicos  | Juegos Olímpicos |
| Año                | Lugar                 | Medalla           | Categoría        |
| ------------------ | --------------------- | ----------------- | ---------------- |
| 2024               | París (Francia)       | Medalla de oro    | –70 kg           |
| Campeonato Mundial |                       |                   |                  |
| Año                | Lugar                 | Medalla           | Categoría        |
| 2021               | Budapest (Hungría)    | Medalla de oro    | –70 kg           |
| 2022               | Taskent (Uzbekistán)  | Medalla de oro    | –70 kg           |
| 2023               | Doha (Catar)          | Medalla de bronce | –70 kg           |
| Juegos Europeos    |                       |                   |                  |
| Año                | Lugar                 | Medalla           | Categoría        |
| 2019               | Minsk (Bielorrusia)   | Medalla de bronce | –70 kg           |
| Campeonato Europeo |                       |                   |                  |
| Año                | Lugar                 | Medalla           | Categoría        |
| 2014               | Montpellier (Francia) | Medalla de bronce | –70 kg           |
| 2017               | Varsovia (Polonia)    | Medalla de bronce | –70 kg           |
| 2019               | Minsk (Bielorrusia)   | Medalla de bronce | –70 kg           |
| 2023               | Montpellier (Francia) | Medalla de bronce | –70 kg           |
| 2024               | Zagreb (Croacia)      | Medalla de oro    | –70 kg           |